# Trochę ciepła
Trochę ciepła è il terzo singolo della cantante pop polacca Gosia Andrzejewicz.

## Classifiche
| Classifica (2006)      | Posizione massima |
| ---------------------- | ----------------- |
| Polish Singles Chart   | 2                 |
| European Singles Chart | 44                |